# Australobius semperi
Australobius semperi är en mångfotingart som först beskrevs av Haase 1887.  Australobius semperi ingår i släktet Australobius och familjen stenkrypare.
Artens utbredningsområde är Filippinerna. Inga underarter finns listade i Catalogue of Life.